# Hulu (köping)
Hulu (kinesiska: 葫芦镇, 葫芦) är en köping i Kina. Den ligger i provinsen Sichuan, i den sydvästra delen av landet, omkring 160 kilometer söder om provinshuvudstaden Chengdu. Antalet invånare är 10 711. Befolkningen består av 5 169 kvinnor och 5 542 män. Barn under 15 år utgör 13,0 %, vuxna 15-64 år 72 %, och äldre över 65 år 14,0 %.
Genomsnittlig årsnederbörd är 1 554 millimeter. Den regnigaste månaden är juli, med i genomsnitt 399 mm nederbörd, och den torraste är januari, med 13 mm nederbörd.